# Massif de Terre Neuve
Pour les articles homonymes, voir Terre-Neuve (homonymie).
Le massif de Terre Neuve est une chaîne de montagnes située dans le Nord d'Haïti. Il s'élève en partie sur le département du Nord-Ouest et sur celui de l'Artibonite. L'altitude varie entre 500 et 600 mètres de moyenne avec de nombreux mornes dépassant les 1 000 mètres d'altitude. Il constitue le prolongement occidental de la cordillère Centrale qui traverse la République dominicaine.

## Géographie
Le massif de Terre Neuve est un anticlinorium constitué par une succession de plis de plusieurs kilomètres dont l'aspect général donne cette forme d'anticlinal. Le massif de Terre Neuve est orienté nord-ouest/sud-est. Il est borné au nord par la plaine des Moustiques, au sud par la plaine de l’Arbre, à l’ouest par les plateaux du Môle Saint-Nicolas et de Bombardopolis, bordés par les basses terrasses de la baie de Henne et échancrés sur leur flanc nord par la petite plaine de Jean Rabel. Le versant septentrional donne sur le département du Nord-Ouest alors que le versant méridional donne sur le département de l'Artibonite. Cette région montagneuse possède un potentiel auro-cuprifère et notamment le massif de Terre Neuve dont le cuivre et l'or ont été exploités par des compagnies minières.
Le massif de Terre Neuve a une altitude moyenne de 600 mètres avec de nombreux mornes dépassant les 1 000 mètres d'altitude, comme le morne Rouge 1 093 mètres ; la plupart s'élevant autour de la ville de Terre-Neuve.
Ses principaux cours d'eau sont la rivière Moustiques s'écoulant vers le nord, à travers la plaine des Moustiques et la rivière Froide s'écoulant vers le sud et le golfe de la Gonâve.